# 情熱の系譜
情熱の系譜（じょうねつのけいふ）とは、テレビ東京系列で2010年4月5日から同年9月27日まで、毎週月曜日よる10時54分から放送されたミニ番組である。

## 概要
- 協和発酵キリンの一社提供番組である。
- ナレーターは、関根明子。
- 各界の著名な人物の裏にある、過去の偉人たちとの共通した想いにスポットを当てていくミニ番組。
- 従来までの提供CMとは異なった形態をとっている。

## 番組連動サイト
- 番組連動サイト上でTwitterと連動した、視聴者、ネットユーザーの参加型の企画も行っている。
- 放送終了後もアーカイブにて番組を視聴できる。

## 同時配信
- 本番組は、TV放送と同時に、YouTube、番組HP、およびTwinaviの特設ページにて視聴可能である。

## 放送地域
- テレビ東京系の放送局のある、首都圏（関東ローカル）で視聴可能である。しかし、前述の通りインターネット上で同時に視聴可能であり、その他の地域でも視聴可能である。